# Phobia (album)
Phobia to trzeci album studyjny grupy Breaking Benjamin, wydany w 2006 roku. Album został nagrany w The Barbershop Studios w Hopatcong New Jersey a wydano go 8 sierpnia 2006. Wydawnictwo uplasowało się na pozycji 38 listy Billboard 100. W dniu 21 maja 2009, album zyskał tytuł platynowej płyty.

## Spis utworów
1. "Intro" – 1:14
2. "The Diary of Jane" – 3:23
3. "Breath" – 3:38
4. "You" – 3:22
5. "Evil Angel" – 3:38
6. "Until the End" – 4:13
7. "Dance with the Devil" – 3:47
8. "Topless" – 3:03
9. "Here We Are" – 4:19
10. "Unknown Soldier" – 3:46
11. "Had Enough" – 3:50
12. "You Fight Me" – 3:13
13. "Outro" – 2:10
14. "The Diary of Jane (Acoustic)" – 3:06 (utwór dodatkowy)1

1wydanie CD dołączone do kolekcjonerskiego DVD także zawiera ten utwór.

### Chinese Release
This release features two bonus tracks previously released in America:
1. "So Cold (akustycznie)"
2. "Rain (wersja z 2005)"

To wydawnie zawierało także inną okładkę.

### wydanie DVD dla kolekcjonerów
1. "Polyamorous"
2. "Home"
3. "Shallow Bay"
4. "Breakdown"
5. "Topless"
6. "Away"
7. "The Diary of Jane"
8. "Dance with the Devil"
9. "Until the End"
10. "Had Enough"
11. "Sooner or Later"
12. "Break My Fall"
13. "So Cold"
14. "Breath"
15. "Evil Angel"

## Skład
- Benjamin Burnley - śpiew, gitary
- Aaron Fink - gitary
- Mark James Klepaski - gitara basowa
- Chad Szeliga - perkusja